# Gösta Brodin
Frans Gösta Brodin (15 de fevereiro de 1908 — 18 de junho de 1979) foi um velejador sueco, medalhista olímpico. Ele competiu nos Jogos Olímpicos de Verão de 1948 na classe Dragon e conquistou a medalha de prata a bordo do Slaghöken, ao lado de Hugo Johnson e Folke Bohlin.